# Kentucky
Kentucky (IPA: [kənˈtʰʌki] kiejtéseⓘ), hivatalosan Kentucky Nemzetközösség (angolul The Commonwealth of Kentucky) az Amerikai Egyesült Államok 15. tagállama.
Kentucky állam az Egyesült Államok középkeleti részén foglal helyet, de általában a déli államok között tartják számon. Földrajzilag és kulturális hagyományai szerint pedig közép-nyugathoz tartozik.
Kentucky állam hivatalosan a négy nemzetközösség egyike. Eredetileg Virginia része volt, s csak 1792-ben lett az Unió 15. tagállama. Kentucky területét tekintve a 37. az államok között, s lakosainak száma szerint pedig a 26. helyet foglalja el.
Kentucky beceneve "Bluegrass State" (am. kékfű állam), mivel egy helyi fűfajta, a réti perje (Poa pratensis) új hajtásának vége kékes színű, és ami elterjedt az egész államban. Az állam területe sokszínű, és forrásai bőségesek. Itt található a világ leghosszabb barlangrendszere, a leghosszabb hajózható vízi út, és a Mississippi folyótól keletre a két legnagyobb mesterséges tó. Híres gazdag vadállományáról. Itt van a legtöbb szarvas és vadpulyka az Egyesült Államokban, azonkívül a nemzet egyik leggazdagabb szénbányája is. Kentucky ismert a lótenyésztéséről, a lóversenyekről, a bourbon whiskyről, a bluegrass zenéről, az autógyárairól, a dohánytermesztéséről, az egyetemi kosárlabdázóiról.

## Nevének eredete
Az állam nevét sokféleképpen írták. Volt Cane-tuck-ee, Cantucky, Kain-tuck-ee, és Kentuckee, mielőtt a Kentucky írásmódot véglegesen elfogadták. Jelentését nem tudjuk, s a feltevés miszerint a „cane” (nád, bot) és „turkey” (pulyka) szavak összetételéből származik nem látszik valószínűnek. A „dark and bloody ground” (sötét és véres föld) feltételezett jelentés sem elfogadott, miután egyik ősi indián nyelvben sincs ilyen jelentése a szónak. A legvalószínűbbnek az a feltevés bizonyult, hogy az irokéz „meadow” (mező) vagy „prairie” (préri) szóból ered. (c.f. mohauk kenhtà:ke, szeneka këhta’keh)
Más lehetséges javaslatok is léteznek, mint például a korai kentucky pionir George Rogers Clark szerint a "the river of blood" (vérfolyam) jelenthetett, a vjendat nyelv szerinti jelentése "land of tomorrow" (a holnap földje), a sóni nyelv lehetséges utalása „head of a river” (a folyó forrása?), vagy az algonkin szó szerint a „river bottom” (folyó feneke) változat is lehetséges.

## Földrajza
Északról Ohio, Illinois, Indiana, északkeletről Nyugat-Virginia államok határolják, keleti szomszédja Virginia, délről Tennessee, nyugatról pedig Missouri állammal határos. Kentucky északi természetes határa az Ohio folyó, a nyugati határa pedig a Mississippi folyó, de a hivatalos határokat 1792-ben a folyók akkori folyása szerint határozták meg. Sok helyen a határ nem követi a jelenlegi folyó medret. A US 41 útvonalon az északra tartó utazók, miután átkeltek az Ohio folyó hídján, még mindig Kentuckyban találják magukat, és csak kb. 800 méter után érnek Indiana államban. Lóversenypályája, az Ellis Park Kentuckynak egy ilyen kis területén van. A Waterworks Road az egyetlen szárazföldi határ Kentucky és Indiana között.
Kentucky az egyetlen olyan állam, amelynek egyes részei nem határosak közvetlenül a szárazföldön a szomszédos állammal. Fulton megye kis része, a Kentucky Bend, pedig a Mississippi folyó kanyarban mintegy „sziget” Missouri állam öleli körül, s Tennesseeiből közelíthető meg. A Fulton Bend 1812-ben a New Madrid földrengés során keletkezett.
Kentucky földrajzilag öt alapvető területre osztható: keleten a Cumberland fennsík, észak-középeben a Bluegrass területe, dél-középen és nyugaton Pennyroyal fennsík, a nyugati szénbányák, és messze nyugaton a Jackson Purchase.
A Bluegrass régió két másik területre oszlik, a Inner Bluegrass – amely kb. 145 km széles terület Lexington körül – és az Outer Bluegrass régió, amely az állam északi részét képezi a Knobs felett. A külső Bluegrass a Eden Shale Hills területe meredek keskeny dombokból áll.

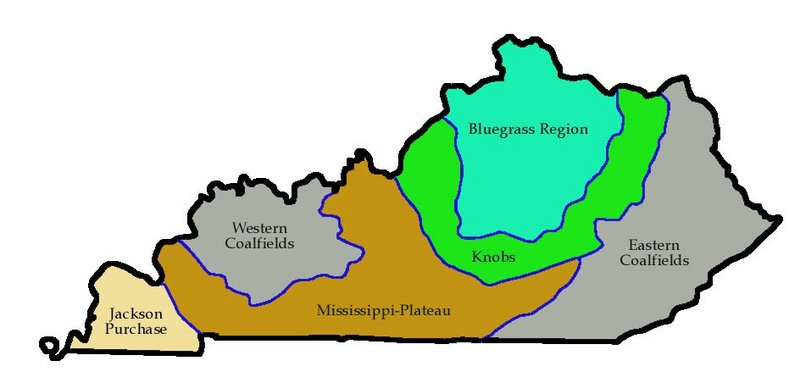
Kentucky földrajzi felosztása
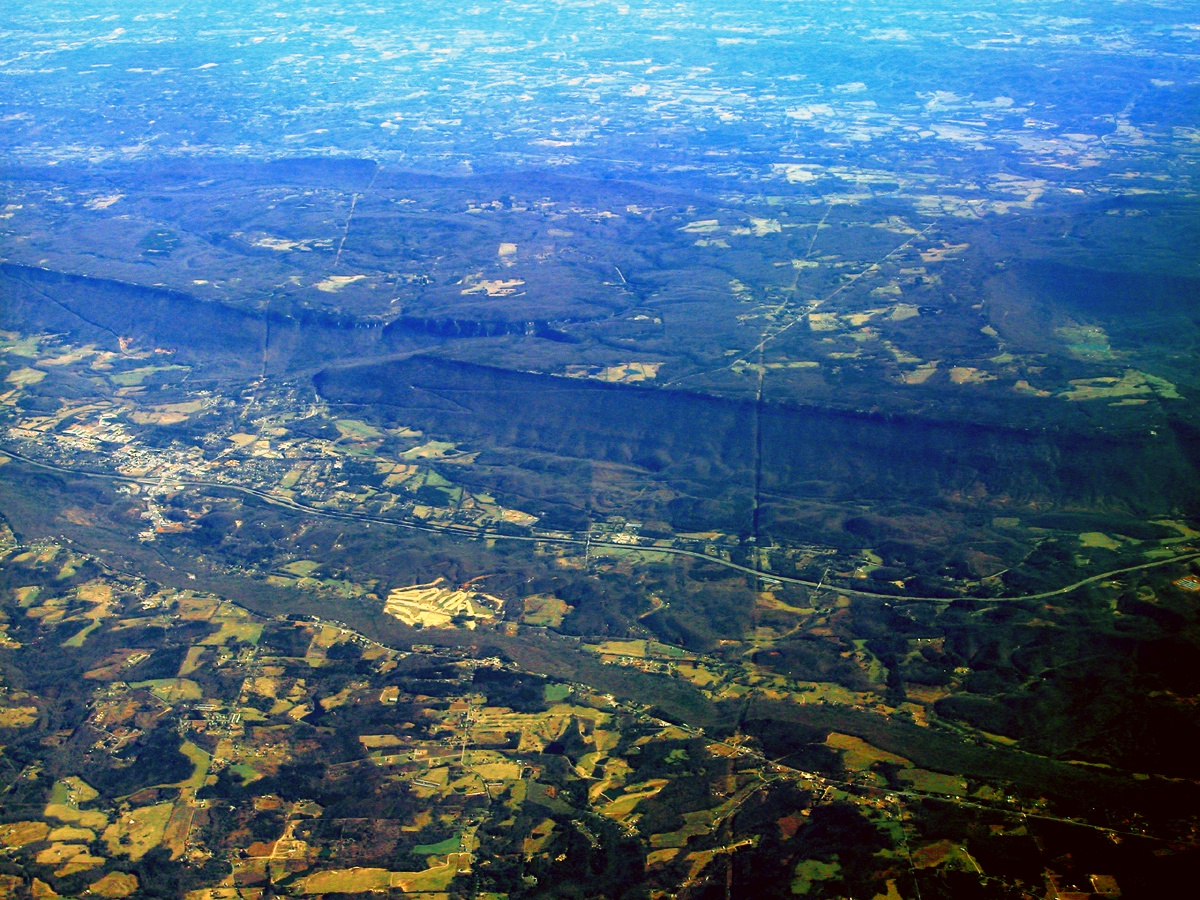
Cumberland fennsík
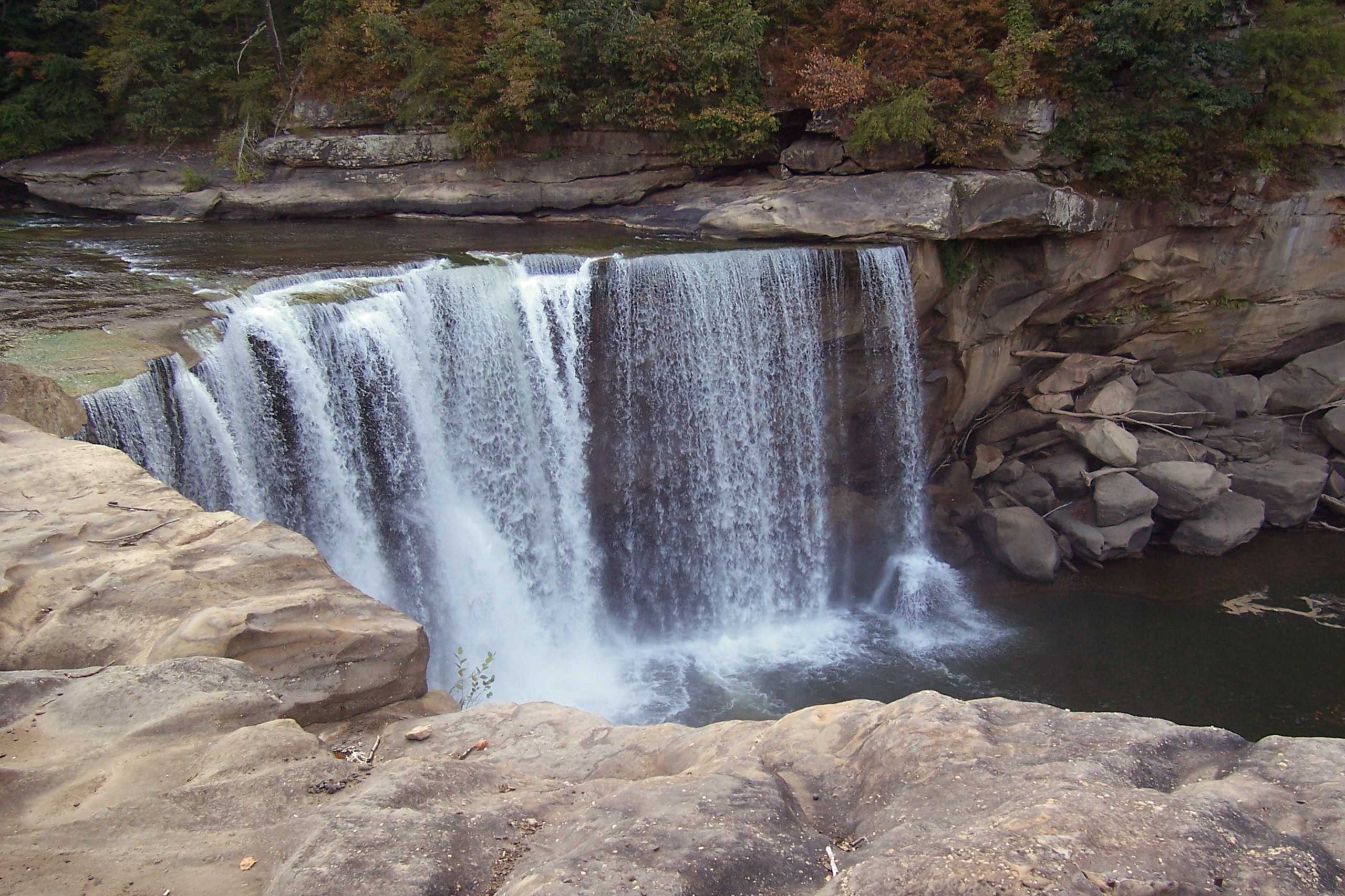
Cumberland vízesés
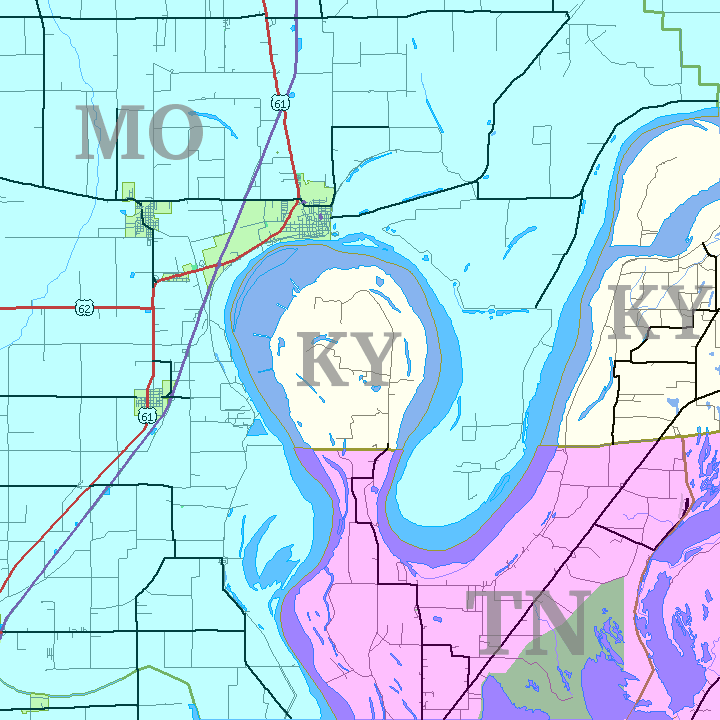
Kentucky Bend

### Folyók és tavak
- Lásd még: Lakes of the United States; https://en.wikipedia.org/wiki/List_of_lakes_in_the_United_States

Az államot három folyó határolja; A Mississippi folyó nyugatról, az Ohio folyó északról, s a Big Sandy folyó és Tuk Fork folyó keletről. Legfőbb belső folyói a Kentucky folyó, a Tennessee folyó, a Cumberland folyó és a Licking folyó.
Csak három természetes tava van, de sok mesterséges tavat hoztak létre az állam területén. Alaszka mellett Kentuckynak vannak a leghosszabban hajózható vizei. A Cumberland mesterséges tó az állam legnagyobb mesterséges tava. A Mississippi folyótál keletre hozták létre. Célja az árvizek megfékezése, s elektromosság termelése. Partvonala 2020 km, s 265 km2 területet foglal el. Legnagyobb tava 163 km hosszú s a legszélesebb pontja 1,6 km.

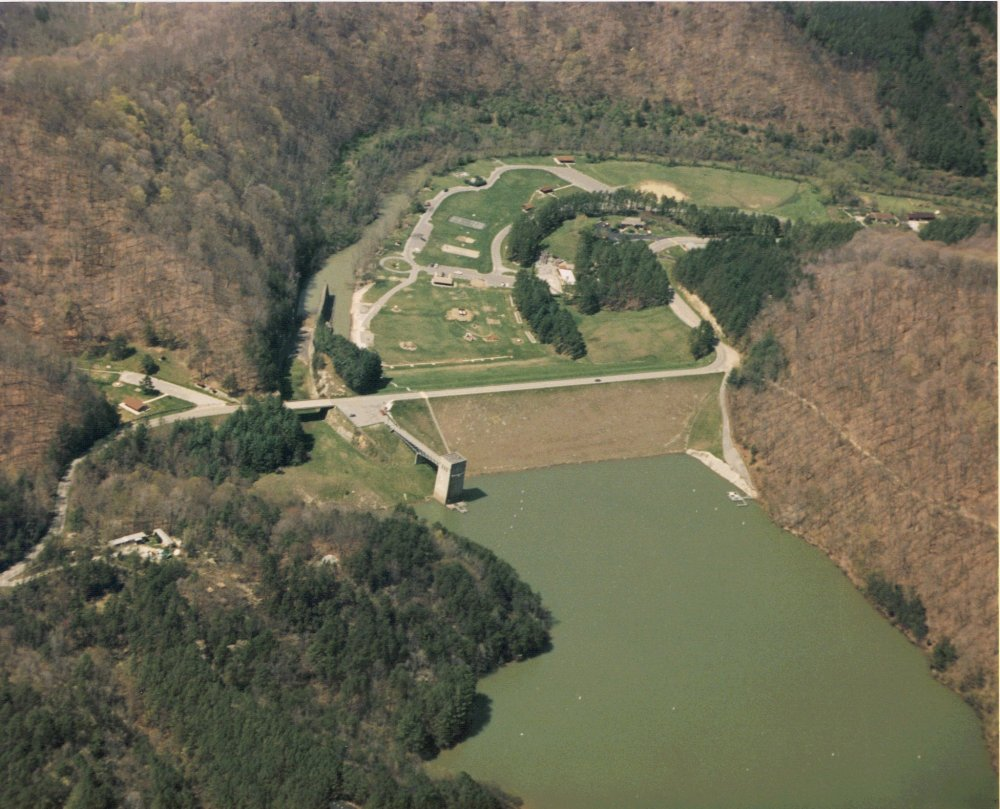
Dewey tó
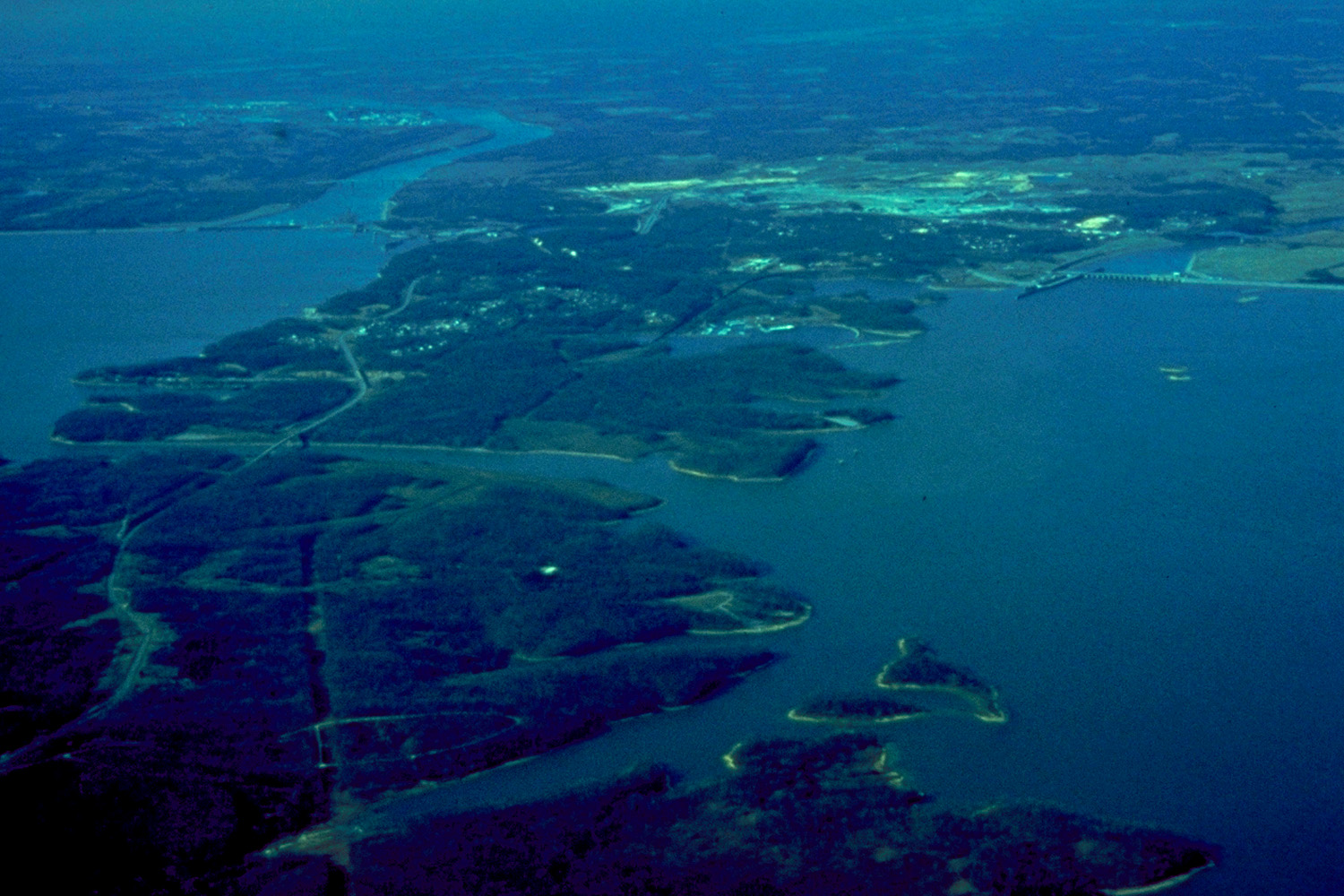
Kentucky és Barkley tó
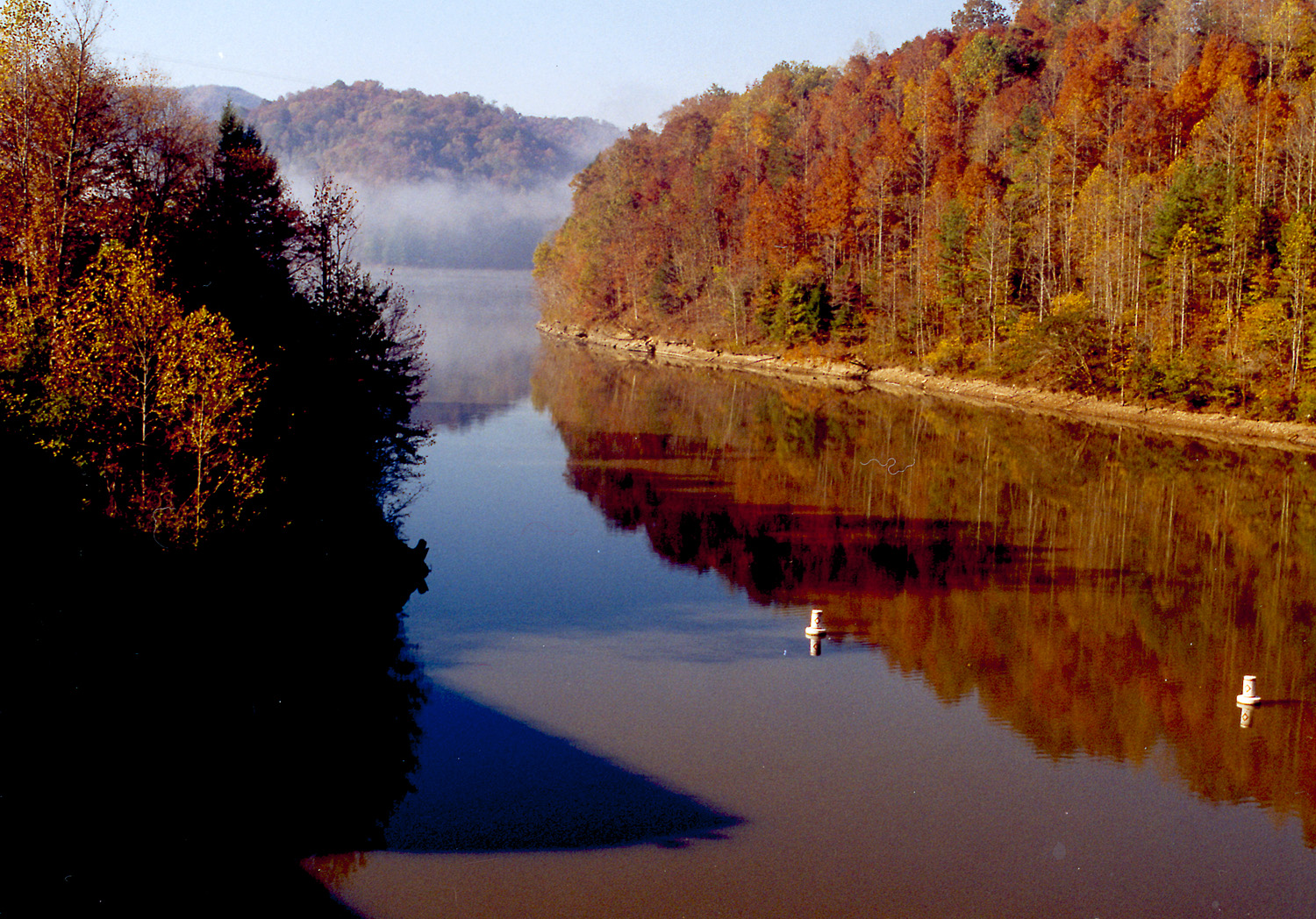
Martins Fork tó
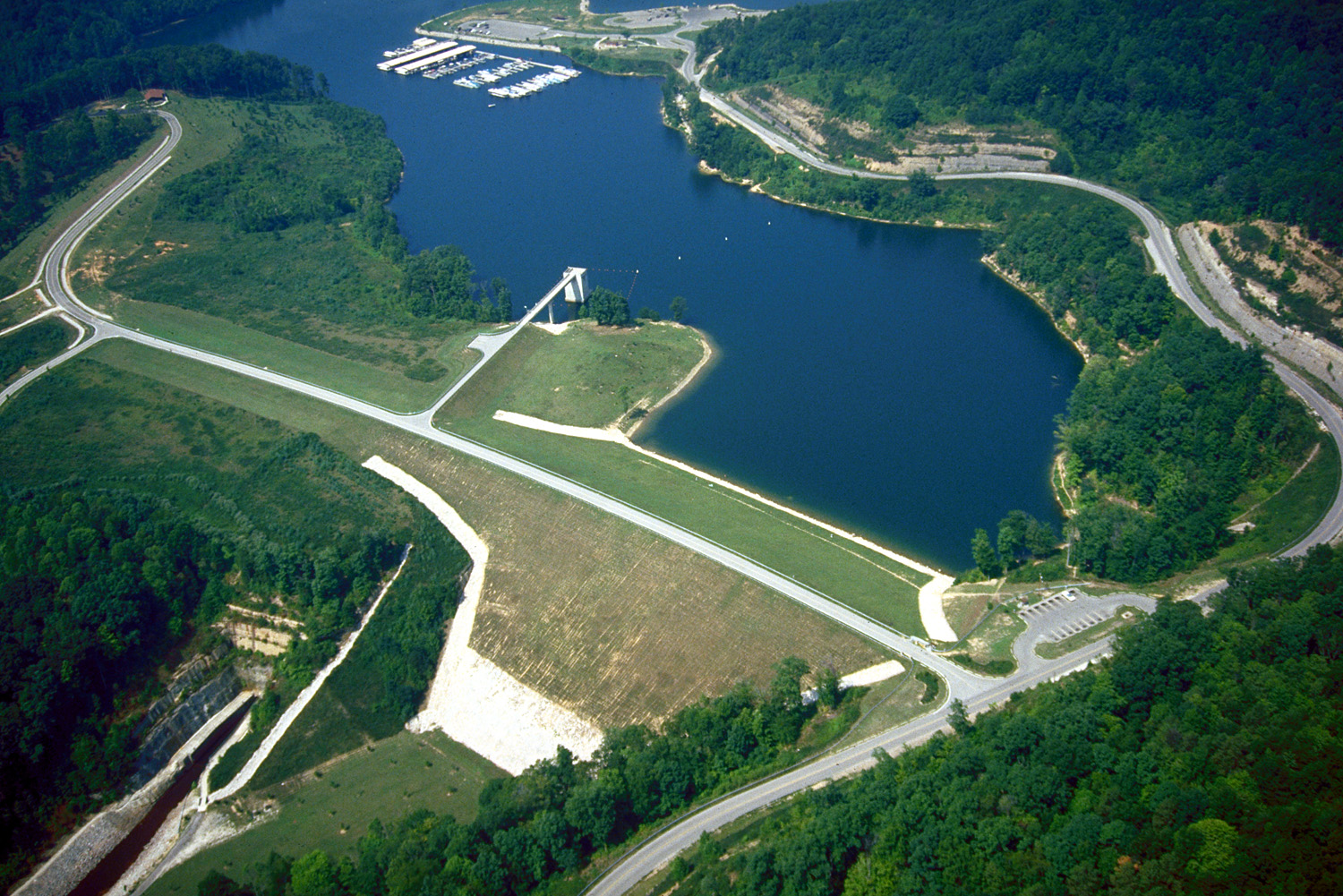
Paintsville tó
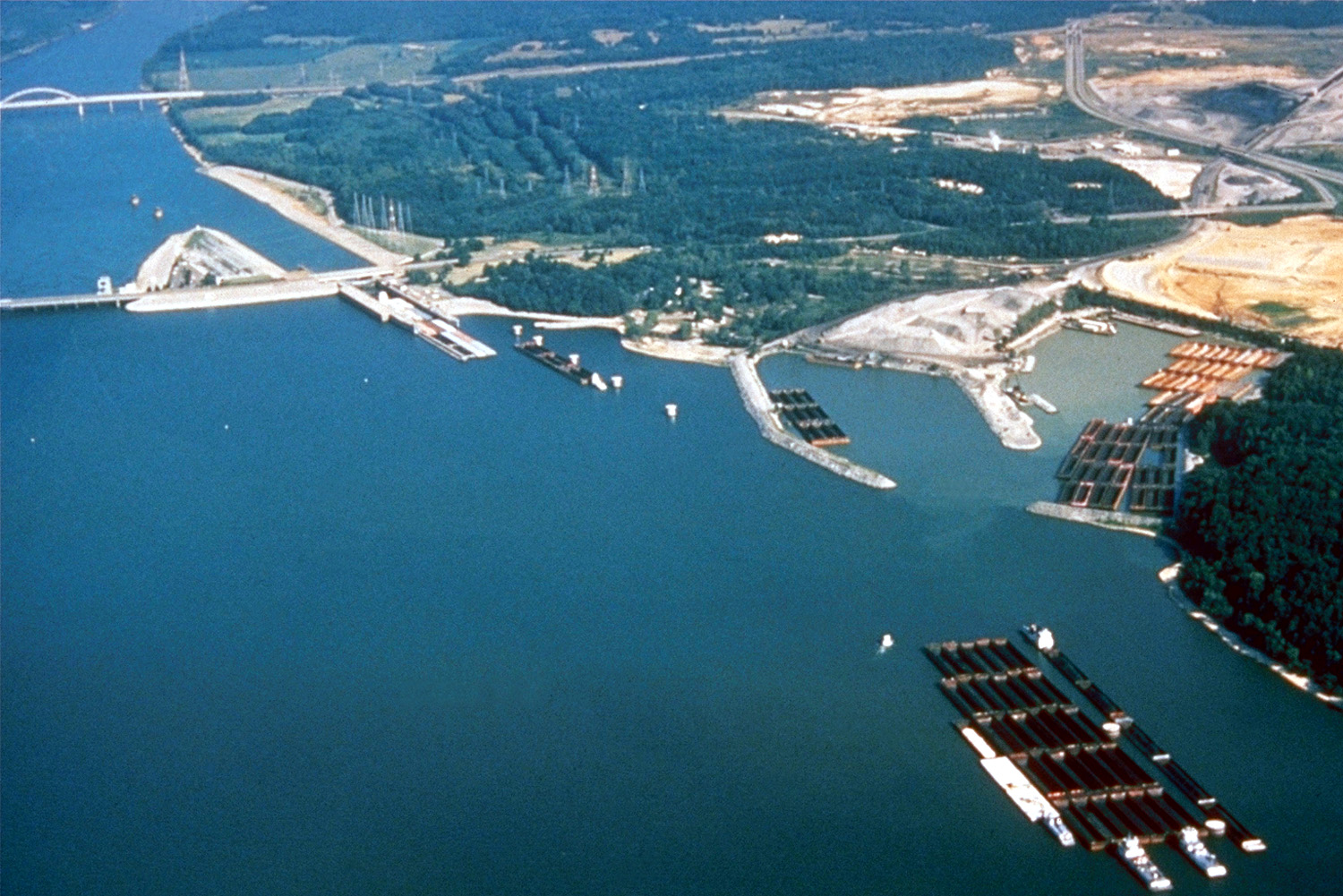
Kentucky duzzasztó
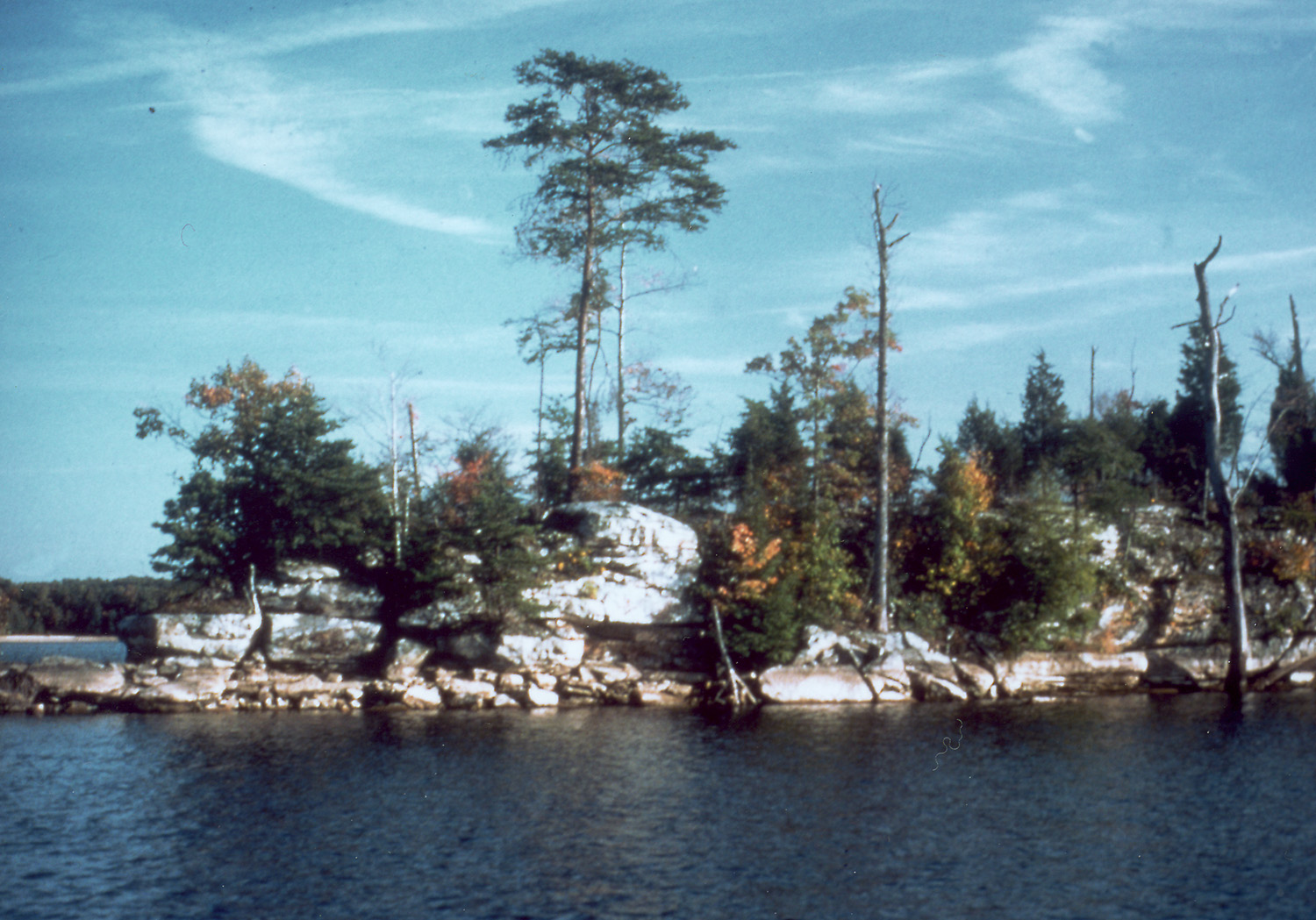
Laurel River tó
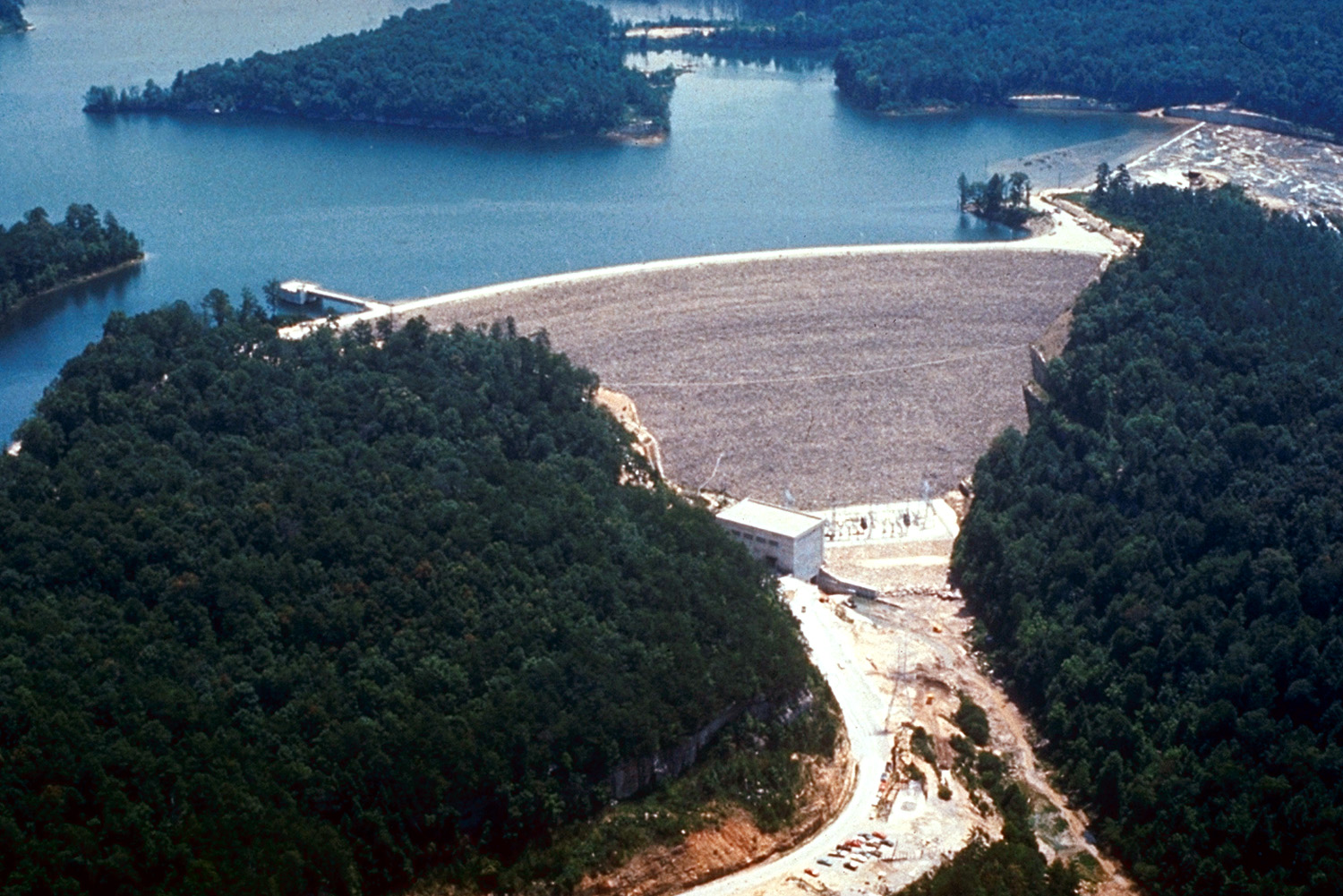
Laurel River duzzasztó és tó
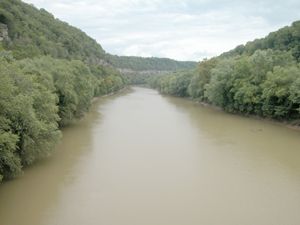
Kentucky folyó
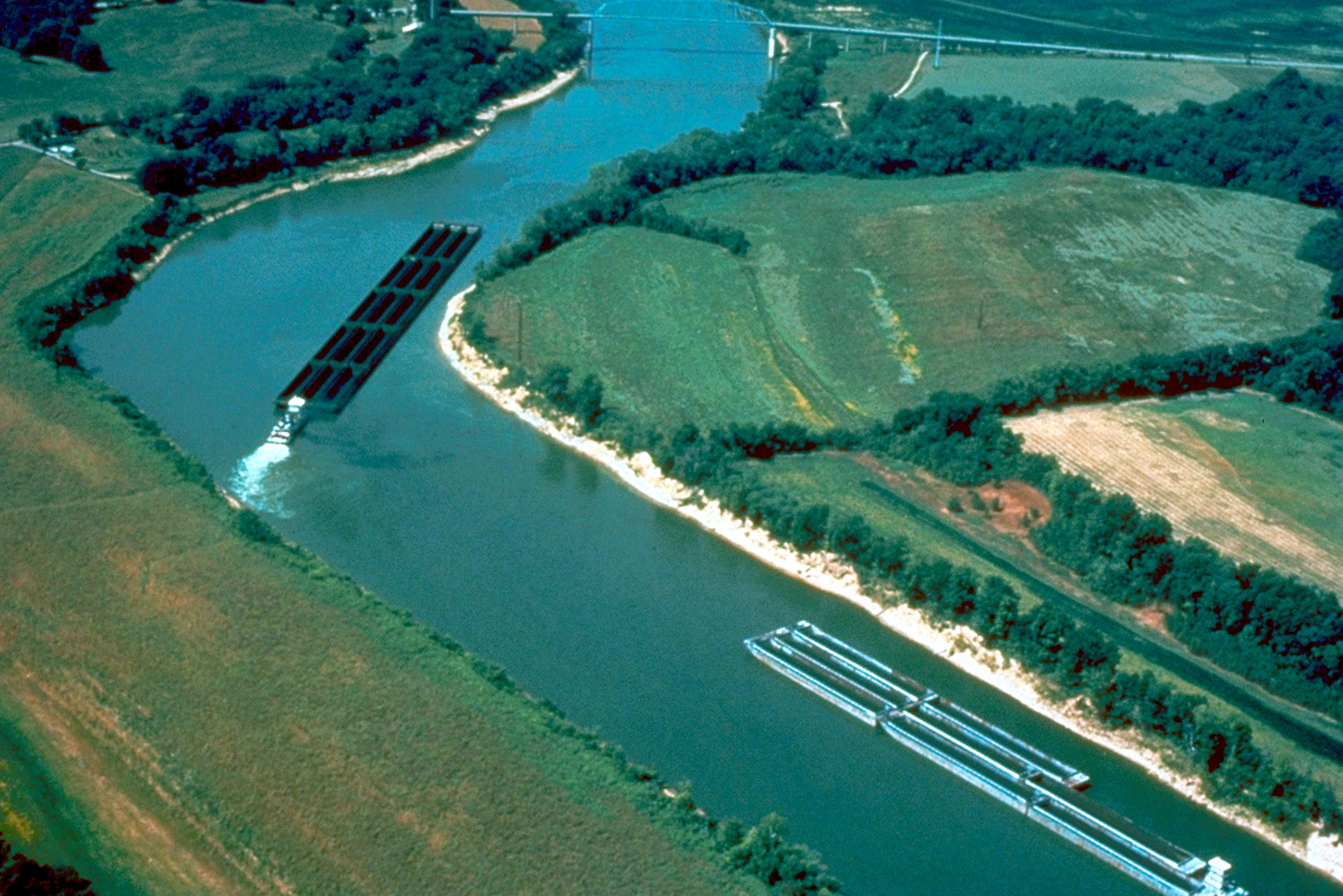
Cumberland folyó

### Jelentős természeti nevezetességek
- Cumberland Gap, átjáró az Appalache hegységek a korai amerikai történelem idején.

Elsőnek egy virginiai kutató, egyben orvos, dr. Thomas Walker fedezte fel 1750 áprilisában. Walker még nem kelt át tartósan a túloldalra, de nyomában már át-átmerészkedtek a vadászok, a kereskedők. Az utat igazán Daniel Boone nyitotta meg néhány évvel később, amikor áthaladt a mai Kentuckyn, és kialakította az ún. Wilderness Roadot. A hágó ma három államra kiterjedő védett park, legnagyobb része Kentucky állam területén van. A közeli Middlesbor városának történeti múzeumában láthatók a vidék meghódításának emlékei, a híres hosszúcsövű puskától, a Kentucky Riffle-tól a kezdetleges földművelő szerszámokig. A parkban táborozási lehetőség van, a közeli hegyekben a huszonöt km-es gyalogútnak szinte minden szakaszáról szép kilátás nyílik.
- Mamut-barlang Nemzeti Park, a világ leghosszabb barlang rendszere[15] A legnevezetesebb barlangrendszer, amely Cave Citytől kissé nyugatra van. A több mint 20 ezer hektáros park nemcsak a barlangot foglalja magába; a dombos szakadékos, erdő borította vidéken keresztül folyik a kis Green folyó, a park nyugati oldalán pedig a Nolin patak. Mindkét helyen meredek, sziklás partok nyújtanak lehetőséget kirándulásra. A barlangban a folyosók, csarnokok hossza mintegy hét km (az eddig feltárt összes járat hossza azonban több mint 150 km) és a csarnokok imponáló nagyságúak; nem egy közülük 60 méter széles, s több mennyezet magassága meghaladja az ötven métert. Mély szakadékok, kutak, víznyelők vannak a barlangban, egyik ilyen kút 50 méter mély. Földalatti folyója az Echo folyó legszélesebb pontja mintegy harminc méter.A Mammoth cave közelében több olyan kisebb barlang van, amelyek magántulajdonban vannak.[16]
- Carter Caves State Park; látványossága a Cascade Caves barlangrendszer, ebben a föld alatti patakot, vízesést lehet megcsodálni. Az út érinti a Daniel Boone National Forest parkerdő északi csücskét. A parkerdő választja el a keleti hegyvidéket az állam középső részét elfoglaló Bluegrass-övezettől. Ahol a Mountain Parkway keresztezi az utat, van a Red River kanyonja, a Natural Bridge State Park.[17]
- Red River Gorge Geological Area, (geológiai terület) része a Daniel Boone National Forest. Itt látható egy természet alkotta híd: a gyengébb alsó kőzeteket kimosta a víz, s a felettük levő keményebb kőzet megmaradt, hidat alkotva a patakmeder felett. Az ív közepén a híd 12 km-es vastagságú és 10 méter széles.
- Land Between the Lakes, nemzeti kirándulóhely az United States Forest Service működteti.
- Bernheim Arboretum and Research Forest, 57 km² arborétum, erdő és természeti védett terület, (Clermont)[18]
- Abraham Lincoln Birthplace National Historic Site, Hodgenville-ben,
- Big South Fork National River and Recreation Area, Whitley City közelében,
- Trail of Tears National Historic Trail,
- Black Mountain, az állam legmagasabb pontja,[19]
- Bad Branch Falls State Nature Preserve, védett terület (11 km²)a Pine Mountain lejtőin, Letcher megyében.[20]
- Jefferson Memorial Forest, Louisville-től délre Knobs regióban,[21]
- Green River Lake State Park, Taylor megyében,
- Lake Cumberland, 2,020 km parthossz középdél Kentucky. A hatalmas mesterséges tavat a környékbeli folyók felduzzasztásával hozták létre. A legnagyobb gát a Wolf Creek Dam Jamestown-tól 20 km-re; kb. hetven m magas fallal, csaknem két kilométeres hosszúságban zárja el a folyóvölgyet. A mesterséges tó az egyik legnagyobb ilyen vízfelület az Egyesült Államokban: teljes hossza 160 km, melyet szinte teljes hosszában fenyőerdők borítják.[22]

### Éghajlata

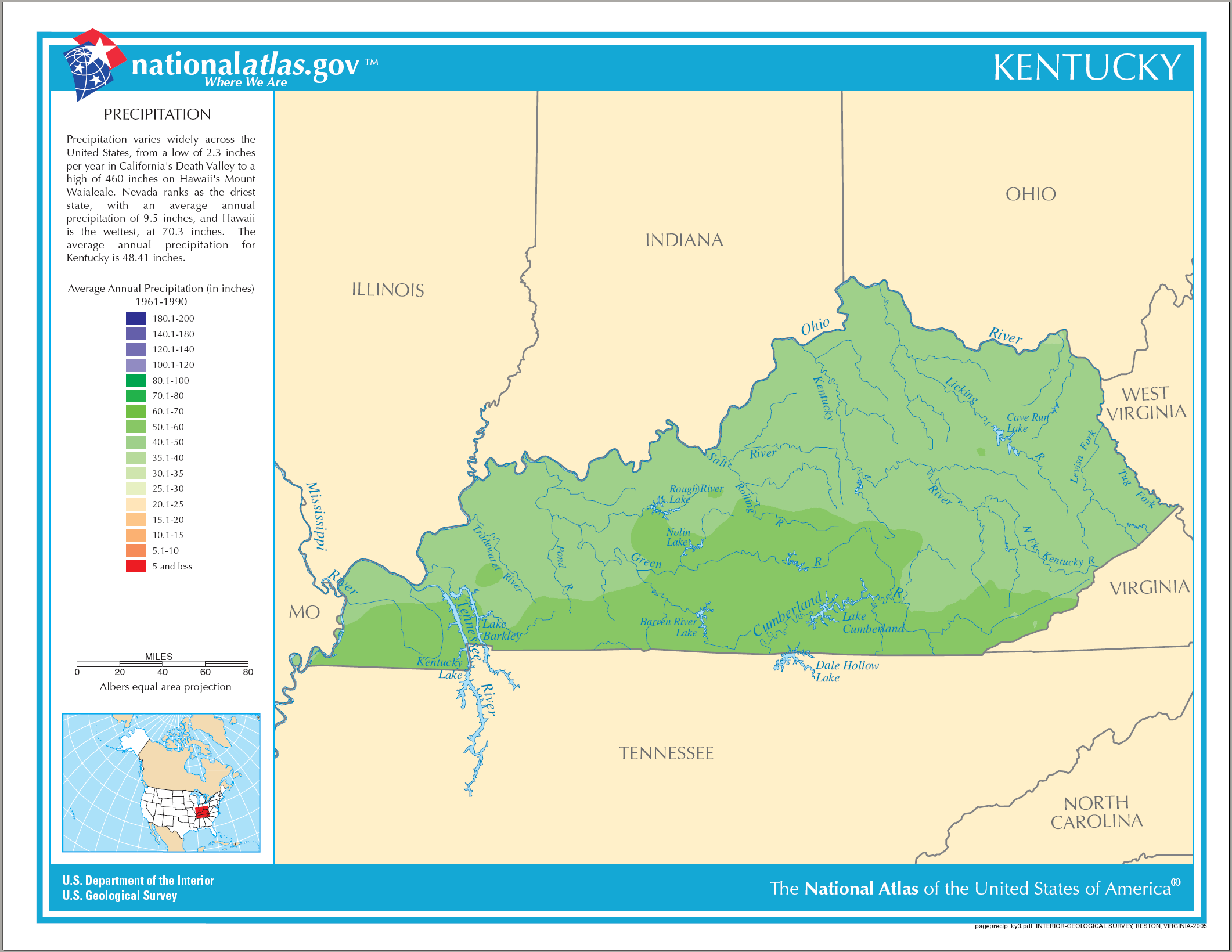
Kentucky csapadéktérképe

Kentucky Észak-Amerika délkeleti belső területén fekszik, így éghajlata enyhe.
Az terület időjárás rendszerét ciklusos levegő áramlás jellemzi. Télen és tavasszal a légnyomás többnyire alacsony, hideg és meleg frontok váltakoznak egymással, melyek felhőket, esetenként hideget és esőzést hoznak magukkal. Télen néha előfordul hogy az északról érkező hideg levegő mélyen benyomul az állam déli területére is, amely tiszta száraz időt hoz. Ilyenkor a légnyomás magas. A légáramlás nyáron és ősszel észak felé nyomul, ilyenkor a légnyomás magas.
Az óra járással ellentétes irányú légáramlás magas légnyomással jár, s a hőmérséklet meleg, s levegő páratartalma viszonylag magas. Ez a meleg párás levegő gyakran felnyomul a Mississippi- és Ohio-medencén. Az uralkodó széljárás dél-délnyugati irányú többnyire felszíni könnyű szél.
A hőmérséklet januárban a legalacsonyabb, és júliusban a legmagasabb. A szélességi fok és a magasság természetesen befolyásolja az évi hőmérsékletet az államban. A legmagasabb hőmérséklet Kentucky nyugati részén a legalacsonyabb területeken mértek, míg a legalacsonyabb hőmérséklet az ohiói és a nyugat-virginiai határok mentén.
Az elmúlt 30 év átlagos legmagasabb hőmérséklet 15.6 °C Gilbertville környékén, s a legalacsonyabb 11.5 °C Keleten Ashland környékén volt.
A szélsőséges forró vagy hideg nagyon ritka. A tavaszi és őszi szezon földrajzilag hasonló mintát mutat.
Kentuckyban az átlagos évi esőzés 117 cm, de az állam területén való eloszlása az idényeknek megfelelően változik. Tavasszal bőséges a csapadék esik, mig ősszel minimális.
Október a legszárazabb hónap. Kentuckyban átlagosan 30 cm hó esik.

## Történelme
Fehér ember viszonylag későn jutott el ide. A vidék meghódítására csak a 18. század első felében került sor. A terület lakott volt a precolumbán időkben, de a 18. század első felében állandó indián település nem volt.
A vidéket különböző indián törzsek vadász területnek használták. Északról a sóni indiánok, délről pedig a cserokik látogattak el ide időről időre. A terület, amelyet ma Kentucky alatt értünk az indiánoktól vásárolták a Fort Stanwix szerződésben (1768) és a sycamore shoals-i (1775) szerződésban. Miután az első települést létrehozták, Kentucky gyorsan kezdett növekedni. Főként Virginia, Észak-Karolina, Maryland, Delaware és Pennsylvania területeiről érkeztek ide a telepesek a szárazföldön keresztül a Braddock Road és a Cumberland Gap szoroson keresztül, vízi úton az Ohio folyón vagy a Mississippi folyón. Először az állam északi részén az Ohio folyó mentén jöttek létre jelentősebb telepek, így Lexington és Washington voltak az első állandó lakott területek. Az állam déli részén csak ezután kezdtek kialakulni lakóhelyek.
Északra az Ohio folyótól a sónik nem örültek az új telepeseknek, s szövetséget kötöttek az angolokkal az amerikai függetlenségi háború idején (1775–1783). A háború idején Kentucky földje hadszíntérré vált, s az egyik utolsó csata, a Blue Licks csata, a Licking folyó mellett zajlott le.
A függetlenségi háború után Virginia az Appalache-hegységen túl Kentucky megye lett.
Kentucky megye lakói kérelmezték az elszakadást Virginiától. Tíz alkotmányos ülést tartottak a Danville-ben 1784 és 1792 között. Kentucky küldöttei elfogadták Virginia feltételeit az elszakadáshoz 1792 áprilisában. 1792. június 1-jén Kentucky tizenötödikként csatlakozott az unióhoz és Isaac Shelbyt, választották a Kentucky nemzetszövetség első kormányzójának.
Kentucky határállam volt a polgárháború idején. Kentucky hivatalosan semleges maradt a háború alatt, azonban még ma is megtartják a Confederate Memorial Day-t mint állami ünnepet Jefferson Davis születésnapján, június 3-án a konföderációs elnök emlékére.
A Black Patch Tobacco háború 1904-től 1909-ig tartott. A gazdálkodók olcsón adták a dohánytermésüket a piacon, ezért a „Night Riders” csoport terrorizálta a farmerokat. A csoport tagjai éjjel indultak útnak, s rémületben tartották a farmerokat, leégették a földeket, raktárakat, gazdasági épületeket. 1900. január 30-án William Goebel kormányzó, akit két testőr kísért, halálos sebet kapott, amikor Frankfort belvárosában a Capitol épületébe igyekezett a választási versenyek során. Eredetileg feltételezhetően William S. Taylornak kellett volna megnyerni a választást. Néhány hónappal később J. C. W. Beckham, Goebel segítőtársa és Taylor harcolt a kormányzói rangért, amíg az Egyesült Államok legfelsőbb bírósága májusban eldöntötte, hogy Beckham a megfelelő kormányzó. Taylor Indiana államba szökött, mivel később felmerült a gyanú, hogy részt vett Goebel elleni politikai gyilkosságban. Goebel volt az egyetlen kormányzó az Egyesült Államokban, aki merénylet áldozata lett.

## Népessége

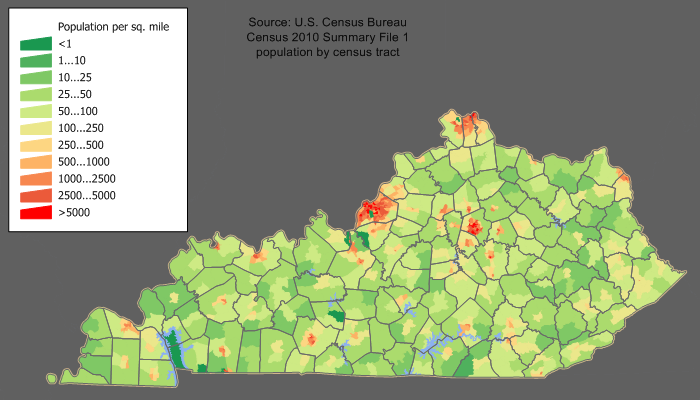
Kentucky népsűrűségi térképe

A 2006 július 1-jei becslések szerint Kentucky lakossága 4 206 074 fő, amely az előző évhez képest 0,8%-os növekedést mutat, (33.466 fő) a 2000-es évhez viszonyítva lakosainak száma 164,586 fővel növekedett, amely 4,1% növekedés. Ez a statisztika a természetes növekedést, 77 156 főt is tartalmazza (287 222 születés ebből 210 066 halálozás) és 59 604 fő vándorlását. Az Egyesült Államokon kívülről betelepültek száma 27 435 fő, s az országon belüli áttelepültek száma: 32 169 fő. A 2004-es felmérések szerint Kentucky lakosságának mintegy 2,3%-a 95 000 fő külföldön született.
A felmérések kezdete óta Kentucky teljes lakossága minden évtizedben nő. Azonban a 20. század során kitelepülések is voltak az államból. Az 1900-as évek óta Kentucky vidéki lakossága mintegy 1 millióval csökkent, míg a városok enyhe növekedést mutatnak.
A Kentucky központi lakossága Washington megyében, Willisburg városában öszpontosul.

### Rassz és származás
Származás szerint az öt legnagyobb csoport a nemzetközösségben az amerikai (20,9%) (többnyire angolok leszármazottai), német (12,7%), ír (10,5%), angol (9,7%), afroamerikaiak (7,8%). Csak nyolc megye lakossága „más mint amerikai” ezek Christian és Fulton megyék, ahol az afroamerikai leszármazottak alkotják a legnagyobb csoportot, valamit az állam legvárosiasabb megyéiben Jefferson, Oldham, Fayette, Boone, Kenton, és Campbell megyékben a német leszármazottak vannak többségben.
Az afroamerikaiak, akik Kentucky lakosságának mintegy egynegyedét teszik ki, a polgárháború előtt telepedtek le, s számuk csökkent azáltal, hogy az iparosodott északon kerestek megélhetést a nagy vándorlások (Great Migration) idején. Ma Kentucky 44,2%-a az afroamerikai lakosoknak Jefferson megyében és 52% Louisville metropolita körzetében él. Christian és Fulton megyék mellett még Paducah városa, (Bluegrass) és Lexington városának van nagyobb afroamerikai közössége. Kentucky délkeleti részén sok bányász közösségben a lakosság 10%-a afroamerikai.
|                                       | Fehér  | Fekete | AIAN*  | Asian  | NHPI   |
| 2000 (teljes lakosság);               | 91,53% | 7,76%  | 0,61%  | 0,92%  | 0,08%  |
| 2000 (spanyol)                        | 1,35%  | 0,10%  | 0,04%  | 0,02%  | 0,01%  |
| 2005 (teljes lakosság);               | 91,27% | 7,98%  | 0,58%  | 1,10%  | 0,08%  |
| 2005 (spanyol)                        | 1,80%  | 0,12%  | 0,04%  | 0,03%  | 0,01%  |
| Növekedés 2000–2005(teljes lakosság); | 2,97%  | 6,16%  | -2,21% | 23,46% | 9,78%  |
| Növekedés 2000–2005 (nem spanyol)     | 2,44%  | 5,94%  | -3,28% | 23,07% | 7,98%  |
| Növekedés 2000–2005 (spanyol)         | 37,97% | 22,34% | 13,51% | 38,48% | 19,80% |
| ------------------------------------- | ------ | ------ | ------ | ------ | ------ |

* AIAN = amerikai indián, vagy alaszkai őslakó, NHPI Hawaii őslakó vagy szigetlakó

### Vallás

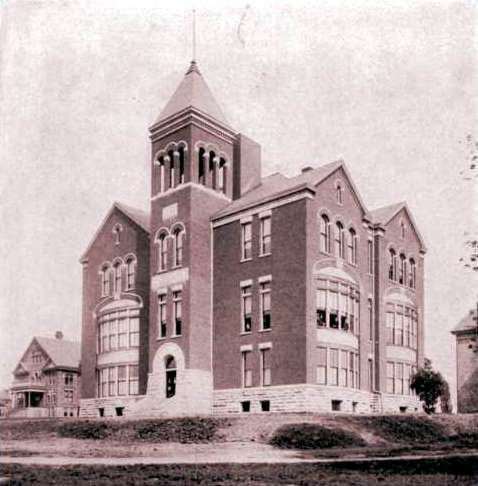
Lexington Theological Seminary (akkor College of the Bible), 1904

Az Association of Religion Data Archives 2000. évi adatai szerint Kentucky lakossága 4 041 769 volt: ebből
- 33,68%-a evangélikál protestáns templomba járt;
  - Southern Baptist Convention (979 994 tag, 24,25%),
  - Independent Christian Churches/Churches of Christ (106 ,638 tag, 2,64%),
  - Church of Christ (58 ,602 tag, 1,45%)
- 10,05% római katolikus
- 8,77% legfontosabb protestáns felekezetek
  - United Methodist Church (208 ,720 tag, 5,16%),
  - Christian Church (Disciples of Christ) (67 ,611 tag, 1,67%),
- 0,05% ortodox
- 0,88% más templomokba járt
- 46,57% nem jár templomba.

#### Vallásos mozgalmak
A vallásos megmozdulások fontosak voltak Kentucky történelmében. Talán a legismertebb felekezeti megújulási mozgalom 1801 augusztusában zajlott le Cane Ridge-i találkozó Bourbon megyében. Része volt annak a mozgalomnak, amelyet ma „Western Revival”-ként (nyugati újjáéledés / nyugati ébredés) ismerünk, amikor is ezrek kezdtek találkozni a presbiteriánus lelki közösségeknél 1801. augusztus 6-án és csak hat nappal később augusztus 12-én ért véget, amikor az embereknek és a lovaknak nem volt élelmük.

### Legnagyobb városok

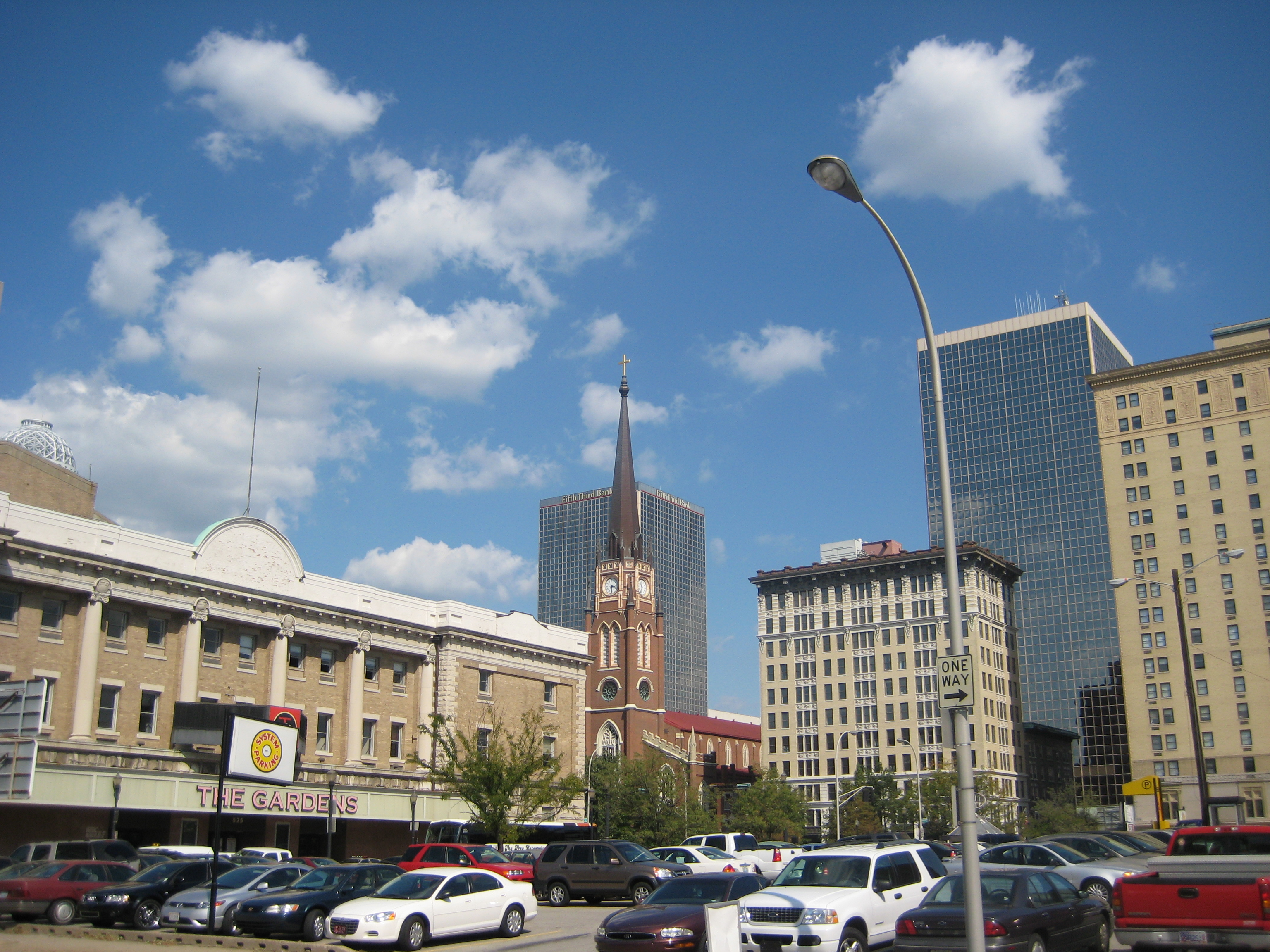
Louisville

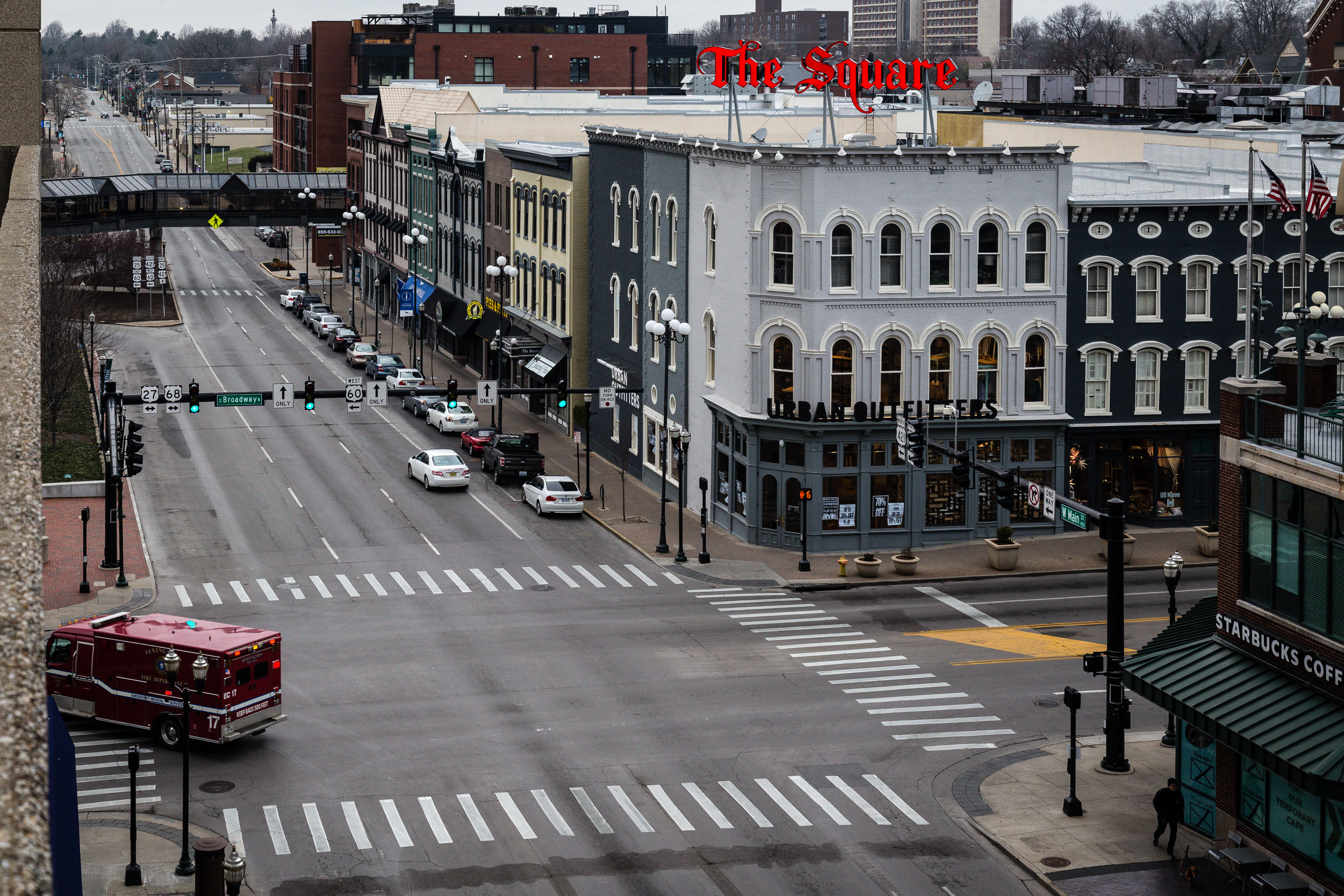
Lexington

|     | Település     | Népesség (fő, 2010) |
| --- | ------------- | ------------------- |
| 1.  | Louisville    | 597 337             |
| 2.  | Lexington     | 295 803             |
| 3.  | Bowling Green | 58 067              |
| 4.  | Owensboro     | 57 265              |
| 5.  | Covington     | 40 640              |
| 6.  | Hopkinsville  | 31 577              |
| 7.  | Richmond      | 31 364              |
| 8.  | Florence      | 29 951              |
| 9.  | Georgetown    | 29 098              |
| 10. | Henderson     | 28 757              |
| 11. | Elizabethtown | 28 531              |
| 12. | Nicholasville | 28 015              |
| 13. | Jeffersontown | 26 595              |
| 14. | Frankfort     | 25 527              |
| 15. | Paducah       | 25 024              |

## Kormányzat, közigazgatás
Kentucky nemzetközösség, amely azt jelenti, hogy a kormány az emberek közös beleegyezésével működik. A négy állam egyike, amely nemzetközösségnek nevezi magát. Kentucky az egyike az öt államnak, akik az állami hivatalnokokat a páratlan években választják. (Másik ilyen államok: Louisiana, Mississippi, New Jersey, és Virginia). Választásokat négy évente tartják, az elnökválasztást megelőzően. Legutoljára 2011-ben választottak kormányzót, a következő választás 2015-ben lesz, s ezt követően pedig 2019, 2023, 2027,… lesznek választások.

### Állam, kormány

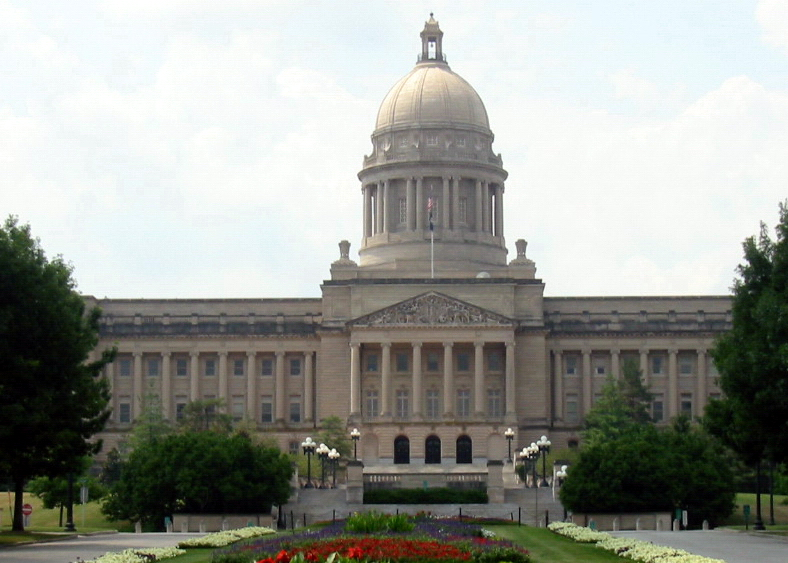
Kentucky állam Capitoliuma Frankfortban

Kentucky törvényhozó testülete a Kentucky General Assembly. A szenátus tekinthető a felsőháznak, amelynek 38 tagja van a szenátusi elnök vezetése alatt. 2011-ben a republikánus David L. Williams volt a szenátus elnöke. A képviselőháznak (House of Representatives) 100 tagja van, s vezetője a demokrata Jody Richards szóvivő (Speaker of the House).
A végrehajtó bizottság feje a kormányzó és az alkormányzó. A jelenlegi Kentucky alkotmány szerint az alkormányzó csak akkor láthatja el a kormányzói feladatokat, ha arra a kormányzó alkalmatlanná válik. (1992. előtt az alkormányzó helyettesítette a kormányzót, amikor állam területén kívül tartózkodott.) A választásokkor a kormányzó és az alkormányzó egy szavazó kártyán van (1992. alkotmányos hozzáadás), és négy évre választják őket. Jelenleg a kormányzó Steve Beshear és az alkormányzó Daniel Mongiardo demokraták.
Kentucky bírói testülete meghatározott számú korlátozott hatáskörű törvényszékekből áll (District Courts); vidéki tárgyalásra kiszálló bíróság (Circuit Courts), közbeeső fellebbviteli bíróság (Kentucky Court of Appeals); és a legfelsőbb bíróság (Kentucky Supreme Court). Ellentétben az állami bírókkal, akiket kijelölnek, a Kentucky bírókat az állam lakossága választja párton kívüli választásokon.
Az állam főbírója az igazságügyminiszter. Az igazságügyminisztert négy évente választják, s két választási időtartamot szolgálhat a jelenlegi Kentucky alkotmány alapján. Kentucky legfelsőbb bírója, s egyben igazságügyminisztere a demokrata Jack Conway.

### Állami képviselet

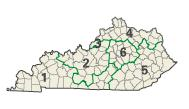
Képviseleti körzetek

Kentuckyt két szenátor képviseli Mitch McConnell és Jim Bunning, mindketten republikánusok. Az állam hat kongresszusi körzetre van osztva, amelyek képviselői; első körzet Ed Whitfield, második körzet, Ron Lewis, negyedik körzet Geoff Davis és ötödik körzet Hal Rogers republikánusok, valamit a harmadik körzet John Yarmuth és hatodik körzet Ben Chandler demokrata képviselők.
Törvénykezés szempontjából az állam kettő központi bírósági körzetre oszlik: the Kentucky Eastern District és a Kentucky Western District. A fellebbezéseket a hatodik körzeti bírósági testület (Sixth Circuit Court of Appeals) intézi Cincinnatiben, Ohio államban.

### Törvényhozás
Kentucky törvényét a Kentucky Revised Statutes-t, 1942-ben léptették hatályba, amely jobban rendszerezi és tisztázza egész Kentucky törvényeit. A rendeletek betartását a helyi rendőrség, megyei rendőrfőnök, rendbiztosok, rendőrfőnök helyettesek hivatottak betartatni. Ezek a rendőrségi munkatársak kötelesek elvégezni a Kentucky Department of Criminal Justice Training Center tanfolyamait az Eastern Kentucky University keretén belül.
Kentucky az egyike annak a 36 államnak az Egyesült Államokban, akik elfogadták a halálbüntetést bizonyos bűncselekmények elkövetése esetében. Azok akik főbenjáró bűnt követtek el 1998. március 31-e után halálos dózisú injekcióval végezték ki; azok akik előtte követték el a főben járó bűncselekmény villamosszékben való kivégzésre ítélték. 1976. óta két kivégzés történt, amióta az Egyesült Államok Legfelsőbb Bírósága visszaállította a halálbüntetés gyakorlását. A legnevezetesebb kivégzés 1936. augusztus 14-én Rainey Bethea nyilvános akasztása volt, akinek ítéletét Owensboróban hajtották végre nemi erőszakért és Lischia Edwards meggyilkolásáért. Ez volt az utolsó nyilvános kivégzés az Egyesült Államokban.
Kentuckyban hosszú vitát váltott ki a Tízparancsolat nyilvános kifüggesztése. 2005-ben McCreary megye esetében az Egyesült Államok Legfelsőbb Bírósága meghozta az ítéletet, hogy a Tízparancsolat kifüggesztése ellenkezik Kentucky alkotmányával. Később, ugyanebben az évben Richard Fred Suhrheinrich bíró felterjesztést írt a Sixth Circuit Court of Appeals felé, hogy oldják fel tilalmat a Mayflower Compact (Mayflower szerződés), a függetlenségi nyilatkozat, a Tízparancsolat, a Magna Charta, a The Star-Spangled Banner szövege, és a nemzeti jelmondat esetében, hogy azokat kifüggeszthessék Mercer megye bíróságán.

### Megyék

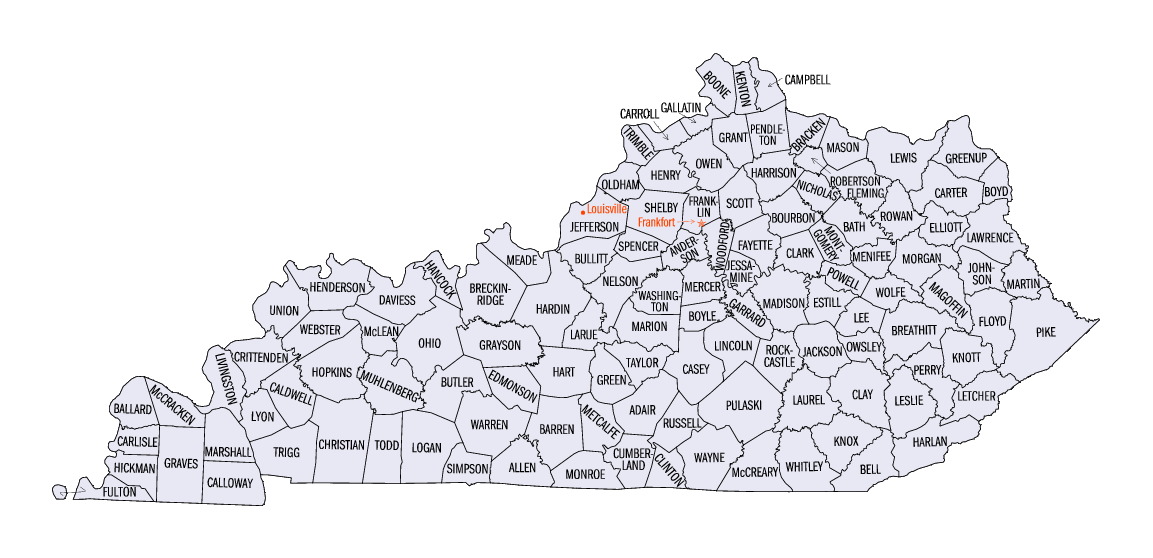
Kentucky megyéi

Kentuckynak 120 megyéje van, így Texas 254 megyéje és Georgia 159 megyéje után a harmadik. Virginianak szintén több megyei szintű kerülete van, mint Kentuckynak, de csak 95 megyéje és 39 önálló városa van.
Eredetileg a rossz útviszonyok miatt osztották ilyen sok megyére az államot, hogy lóháton egy nap alatt az otthontól a megye székhelyig el lehessen érni oda meg vissza.
Később Kentucky a politikai játékok szinterévé vált. A lakosok, akik nem értettek egyet az akkori megyei kormányzattal szimplán egy új megyét hoztak létre. Az 1891-es Kentucky alkotmány azonban szigorú szabályokat hozott új megyék létrehozására:
- a föld területnek legalább 1000 km²-nek kell lennie;
- a terület lakosainak száma legalább 12 000 fő kell hogy legyen;
- az új megye létrehozása nem csökkentheti a meglévő megye területét kisebbre mint 1000 km²;
- az új megye létrehozása nem csökkentheti a már meglévő megye lakosságának számát 12 000 fő alá;
- az új megye határa nem lehet közelebb a meglévő megye székhelyéhez mint 20 km.

Ezek a szabályozások féken tartották Kentucky megyéinek további részekre való osztását. Az 1891-es alkotmány beiktatása után csak McCreary megyét hozták létre.
Miután ma a legnagyobb megye Pike megye területe csak 2041 km², lehetetlen új megyét létrehozni a jelenlegi alkotmány törvényei szerint. A megye vagy kisebb lenne az előirt 1000 km²-nél, vagy a meglévő megye területét csökkentené 1000 km² alá. Elméletileg lehetne új megyét alapítani több megye részéből (McCreary megyét három másik megye részeiből hozták létre) de a határ megkötések miatt meglehetősen nehéz lenne.

## Gazdasága

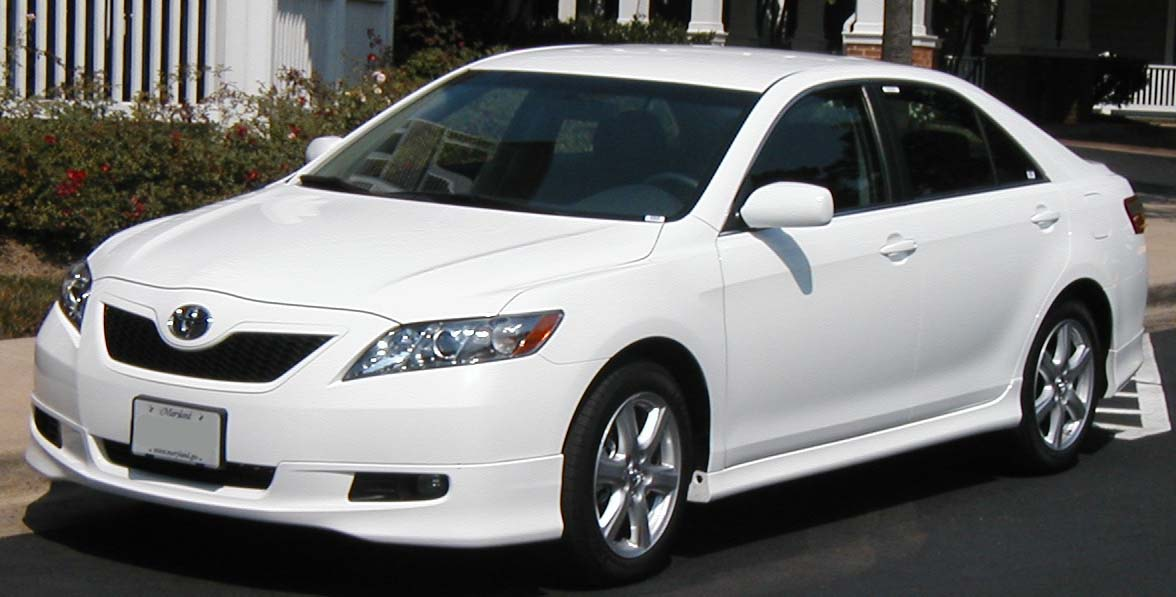
Toyota Camry, Georgetown, KY

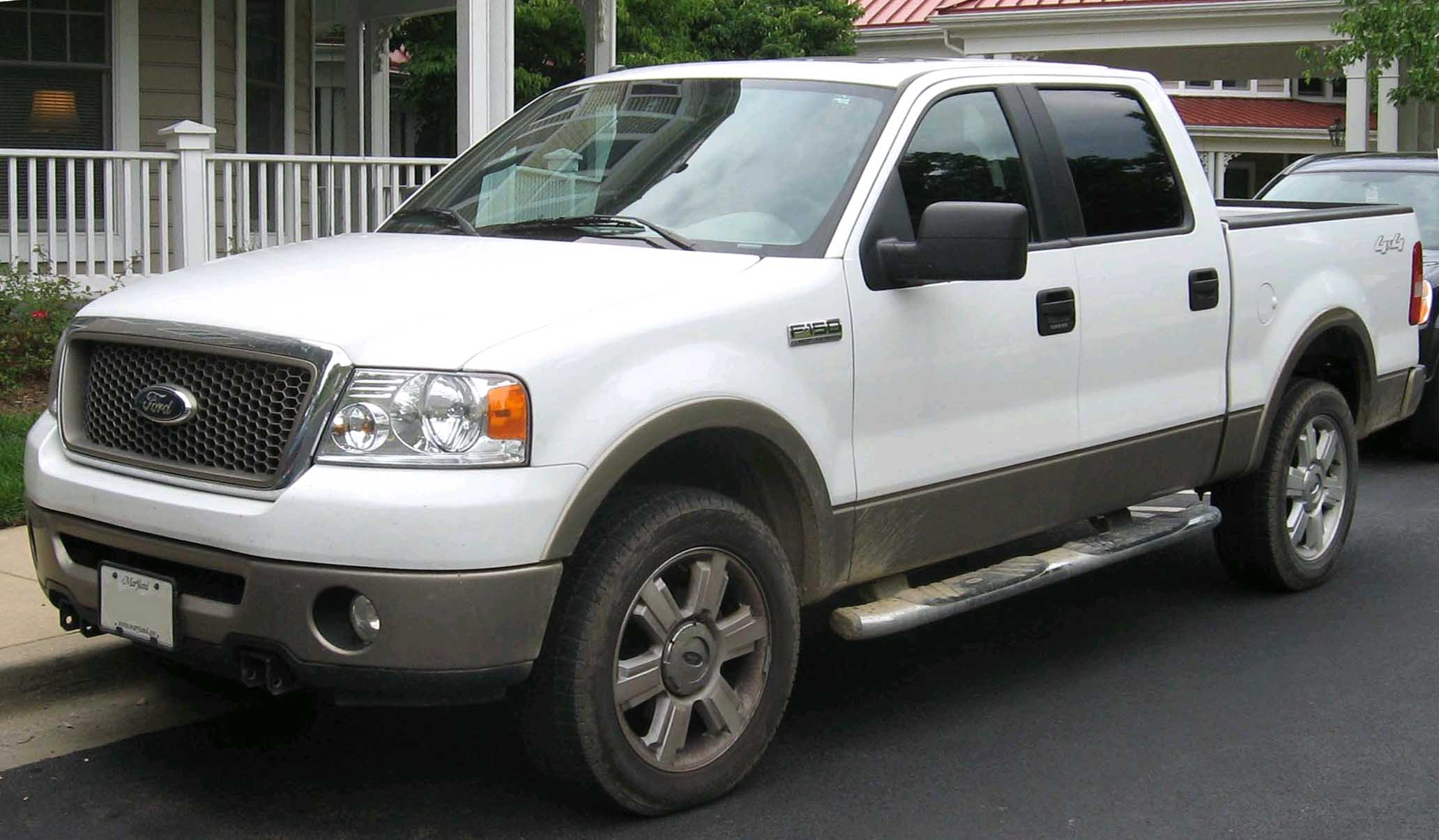
Ford F-150 Lariat, Louisville, KY

A teljes össznépi termék 2006-ban 146 milliárd US dollár volt, huszonhetedik a nemzeti listán. Az egy főre eső jövedelem USA dollárban kifejezve 28.513 volt, nemzeti szinten a negyvenharmadik.
Kentucky mezőgazdasági termékei a lótenyésztés, vágómarha, dohány, tejtermékek, disznó, szójabab és kukorica.
Ipari termékei a szállítási eszközök gyártása, vegyipari termékek, villamos berendezések, gépgyártás, élelmiszer-feldolgozás, dohánytermékek gyártása, szénbányászat és a turizmus. A Eastern Kentucky Coal Fields területén talált szénbányák nemzeti szinten a legtermelékenyebbek.
Az országban Kentucky állam a negyedik az autók és tehergépkocsik összeszerelésében.
A Chevrolet Corvette, Cadillac XLR, Ford Explorer, Ford Super Duty trucks, Toyota Camry, Toyota Avalon és Toyota Solara gépkocsikat Kentuckyban szerelik össze.
A környező államokkal ellentétben – amik egy széles skálájú ipari gazdaságot fejlesztettek ki, – Kentucky a farmokon alapuló mezőgazdaságot hozott létre; marhatenyésztéssel, kukorica- és szójababtermesztéssel, amely a legfőbb termény lett. Lexington területén kívül lótenyésztéssel és fajtanemesítéssel foglalkoznak, amely nemzetközileg is elismert. Annak ellenére, hogy a tizennegyedik legkisebb állam, a farmok számát illetően az ötödik helyen áll az Egyesült Államokban.
Egy átlagos farm területe 0.6 km².
Kentucky nemzeti szinten az ötödik a kecske-, nyolcadik a marhatenyésztésben és tizennegyedik a kukorica-termelésben.